# Coupe d'Arménie de football 1994
Navigation
Coupe d'Arménie 1993 Coupe d'Arménie 1995
La Coupe d'Arménie 1994 est la 3e édition de la Coupe d'Arménie depuis l'indépendance du pays. Elle prend place entre le 27 mars et le 28 mai 1994.
Un total de seize équipes participe à la compétition, correspondant à quatorze des quinze clubs de la première division 1994, à l'exception de l'Aznavour Noyemberian (en), auxquels s'ajoutent deux équipes du deuxième échelon.
La compétition est remportée par l'Ararat Erevan qui conserve son titre à l'issue de la finale contre le Shirak Gyumri pour gagner sa deuxième coupe nationale.

## Tour préliminaire
Ce tour concerne uniquement le Nairi Erevan (en) et le Lori Vanadzor et aurait dû être disputé le 27 mars 1994. Le Lori déclare cependant forfait avant sa tenue.
| Date         | Locaux                 | Score   | Visiteurs          |
| ------------ | ---------------------- | ------- | ------------------ |
| 27 mars 1994 | Nairi Erevan (en) (D1) | Forfait | (D1) Lori Vanadzor |

## Huitièmes de finale
Les rencontres de ce tour sont disputées les 2 et 3 avril 1994. L'Ararat Erevan est directement qualifié pour les quarts de finale.
| Date           | Locaux                         | Score                | Visiteurs                 |
| -------------- | ------------------------------ | -------------------- | ------------------------- |
| 2-3 avril 1994 | Tsement Ararat (D1)            | 0 - 2                | (D1) Shirak Gyumri        |
| 2-3 avril 1994 | Arpa Eghegnazor (D2)           | 2 - 1                | (D1) Zangezour Goris (ru) |
| 2-3 avril 1994 | BKMA Erevan (en) (D2)          | 0 - 4                | (D1) Kotayk Abovian       |
| 2-3 avril 1994 | BMA-Arai Etchmiadzin (en) (D1) | 0 - 2                | (D1) Homenetmen Erevan    |
| 2-3 avril 1994 | Kanaz Erevan (en) (D1)         | 0 - 5                | (D1) Banants Kotayk       |
| 2-3 avril 1994 | Nairi Erevan (en) (D1)         | 0 - 0 ap (3 - 4 tab) | (D1) ASS-SKIF Erevan      |
| 2-3 avril 1994 | Yerazank Erevan (en) (D1)      | 2 - 1                | (D1) Van Erevan (en)      |

## Quarts de finale
Les matchs aller sont disputés le 1er avril 1994, et les matchs retour quatre jours plus tard le 5 avril.
| Équipe 1                  | Score  | Équipe 2               | Aller | Retour |
| ------------------------- | ------ | ---------------------- | ----- | ------ |
| Shirak Gyumri (D1)        | 12 - 0 | (D2) Arpa Eghegnazor   | 7 - 0 | 5 - 0  |
| Kotayk Abovian (D1)       | 0 - 8  | (D1) Homenetmen Erevan | 0 - 5 | 0 - 3  |
| ASS-SKIF Erevan (D1)      | 2 - 6  | (D1) Banants Kotayk    | 0 - 3 | 2 - 3  |
| Yerazank Erevan (en) (D1) | 2 - 3  | (D1) Ararat Erevan     | 0 - 3 | 1 - 3  |

## Demi-finales
Les matchs aller sont disputés le 10 avril 1994, et les matchs retour le 1er mai.
| Équipe 1            | Score  | Équipe 2               | Aller | Retour |
| ------------------- | ------ | ---------------------- | ----- | ------ |
| Banants Kotayk (D1) | 2 - 4  | (D1) Ararat Erevan     | 0 - 2 | 2 - 2  |
| Shirak Gyumri (D1)  | 2E - 2 | (D1) Homenetmen Erevan | 1 - 0 | 1 - 2  |

## Finale
La finale de cette édition oppose les deux mêmes équipes que la saison précédente, à savoir l'Ararat Erevan et le Shirak Gyumri. Elles disputent chacune leur deuxième finale à cette occasion, la première s'étant achevée sur la victoire de l'Ararat.
La rencontre est disputée le 26 mai 1994 au stade Hrazdan d'Erevan. Le seul but du match est inscrit par Karen Barseghyan qui donne l'avantage à l'Ararat à la 83e minute de jeu et permet au club de remporter sa deuxième coupe nationale d'affilée.
| Entraîneur :         |
| Armen Sarkisian (ru) |

| Entraîneur :          |
| Andranik Adamyan (en) |

| Entraîneur :         |
| Armen Sarkisian (ru) |

| Entraîneur :          |
| Andranik Adamyan (en) |